# Чужак (Однажды в сказке)
«Чужак» (англ. The Outsider ) — одиннадцатый эпизод второго сезона и 33-й эпизод (транслировался 13 января 2013 года) американского телевизионного сериала в жанре фэнтези «Однажды в сказке».
Эпизод был написан в соавторстве Йен Голдберг и Эндрю Чэмблисс.

## Сюжет

### В Зачарованном лесу
Белль (Эмили Де Рэвин) сидит в таверне и слышит, как группа мужчин организовывают экспедицию на охоту монстра Яогуая, который терроризирует далекое королевство. Мечтатель (Ли Аренберг) приходит, чтобы поблагодарить её за совет, который она дала ему прошлой ночью, он и Нова собираются бежать вместе. Он понимает, что Белль хочет приключений и заинтересована в охоте на Яогуая. Он настаивает, чтобы та пошла в экспедицию, и в конечном счёте она идет вместе с охотниками. Мечтатель дает ей мешочек волшебной пыли.
Белль читает книгу, написанную на иностранном языке, когда едут на охоту в повозке и другие — все мужчины — издеваются над ней. После того, как она говорит им, где находится Яогуай, они бросают её на дороге. Тем не менее, она солгала им. На самом деле горы являются предпочтительным местом обитания Яогуая, и Белль живо находит его логово. Но она пыталась подкрасться к пещере существа, и оно просыпается: это большой четвероногий зверь с гривой огня. Мулан спасает Белль, и Яогуай убегает. Девушка благодарит заступницу (Джейми Чон), которая недовольна тем, что Белль испортила ей всю охоту. Та объясняет, что она нашла существо гораздо быстрее, чем Мулан, и предлагает, помочь найти его снова, но воительница отказывается.
Позже охотники, раздосадованные обманом, приходят к Белль и пытаются скинуть её в колодец. Мулан появляется и легко их побеждает. Она признает, что навыки отслеживания Белль превосходят её собственные, и они согласны работать вместе в охоте на Яогуая, так что Мулан может спасти свою деревню. Первоначальный план её был бороться со зверем, однако Мулан была ранена во время борьбы с охотниками и стала слишком слаба. Она просит Белль, чтобы та убила Яогуая, и просит, чтобы девушка нашла свой дух воина.
Белль заманила Яогуая в деревню, где она использует водонапорную башню, чтобы потушить его. Затем зверь падает на землю и пишет своими когтями сообщение: «Спаси меня». Белль бросает волшебную пыль на Яогуая, и он превращается в принца Филиппа (Джулиан Моррис). Он объясняет, что Малефисента прокляла его и сослала в далекое царство в облике чудовища для того, чтобы он был дальше от Истинной любви, Авроры. В благодарность за спасение Белль просит медицинской помощи для Мулан. Она берет Филиппа в лес, знакомит с соратницей и объясняет, что произошло. Затем девушка уходит, планируя вернуться к Румпельштильцхену (Роберт Карлайл). Но Реджина берет её в плен из-за того, что она обманула охотников. Королева утверждает, что она не жалеет Белль, но та кричит, что никогда не перестанет бороться за него.

### В Сторибруке
Мистер Голд похищает Уильяма Сми (Крис Готье) и ведёт его к краю линии Сторибрука. Там он использует зелье на шляпе Сми, которую для него сделала его бабушка, а затем отдаёт шляпу Сми и толкает его через городскую линию. Сми сохраняет свою память. Радуясь, Румпельштильцхен отпускает его. Румпельштильцхен говорит Белль о своём успехе, что если он выльет зелье на его самый дорогой объект для него и оденет его, то он может пересечь границу Сторбрука, не теряя свою память, чтобы найти своего сына, Бэлфайера. Он будет использовать платок, который принадлежал Бэлфайеру. Белль хочет поехать с ним, но у него зелье только на одну вещь.
Проходят похороны Джимини/Арчи Хоппера (Рафаэль Сбардж). Мэри Маргарет (Джиннифер Гудвин) говорит поминальную речь, что они всегда будут думать о нем, когда они прислушиваются к своей совести. На самом деле Хоппер жив и в плену у капитана Крюка (Колин О’Донохью), который допрашивают его. Крюк понимает, что Хоппер ничего не знает о кинжале Темного, он угрожает Хопперу рассечением и требует, чтобы тот рассказал о других слабостях Румпельштильцхена. Крюк вскоре нападает на Белль в библиотеке. Она узнает его, потому что он был во дворце Злой Королевы и, скинув на него полки, успевает спрятаться в грузовом лифте. Она звонит Мистеру Голду и он приходит, чтобы спасти её. Когда он пришёл, Крюка уже нет.
Лерой, выступая от лица семи гномов, спрашивает, когда они вернутся в Зачарованный лес. После «смерти» Арчи, они больше не чувствуют себя в безопасности, и, несмотря на современные удобства Сторибрука, многие из горожан обеспокоены тем, что с конца проклятия, некто из мира за пределами Сторибрука может войти в город, и узнав о магии, поставить под угрозу их.
Мистер Голд и Белль идут в магазин Голда. По пути, он рассказывает, что Крюк отобрал у него жену Милу, и это причина, почему он отрубил руку Крюка. Он также сказал что, Мила умерла, но не так, как на самом деле. Затем они обнаружили, что магазин был разграблен и платок украден. Сми украл его и отдал Крюку, потому что Крюк хочет, чтобы Румпельштильцхен был в ловушке Сторибрука.
Мистер Голд планирует получить платок, и Белль хочет помочь, но Голд настаивает, чтобы она вместо этого закрыла и осталась в библиотеке. Он не хочет заставлять её с помощью волшебства и он доверяет ей, что она поступит так, как он просит, и дает ей пистолет. Мистер Голд останавливает Сми, который уже собрал сумку, чтобы покинуть город. Сми признаётся, что он украл платок и не знает, где он находится. Мистер Голд называет его крысой и превращает его в её.
В библиотеке Белль находит кусок веревки, который упал у Крюка, она быстро определяет его, как морской узел, и понимает, что корабль Крюка находится в Сторибруке. Она идет в порт и, наблюдая, находит невидимый корабль. Она находит Арчи в трюме и освобождает его, посылая его привести Мистера Голда. Она остается и ищет платок, но находит только сокровища Крюка. Крюк возвращается и ловит её. Он быстро обезоруживает её и направляет пистолет на неё. Он говорит ей, что Мила оставила Румпельштильцхена за его трусость и что он любил Милу и он не может уничтожить платок, потому что она сделала его. Кроме того, он говорит ей, что Румпельштильцхен убил Милу, но Белль заявляет, что она по-прежнему считает, что Румпельштильцхен может ещё измениться. Она бьёт Крюка деревянной балкой и бежит с платком, но его знание корабля позволяет ему перехватить её на палубе, прежде чем она может убежать. Румпельштильцхен приходит и начинает жестоко бить Крюка своей тростью. Белль просит Румпельштильцхена взять платок и оставить Крюка, в то время как Крюк хочет, чтобы Румпельштильцхен убил его, вырвав сердце. Белль говорит Румпельштильцхену, что Крюк хочет разрушить всё хорошее в нем и он слушает её. Они уходят вместе после того, как Румпельштильцхен говорит Крюку, чтобы он никогда не появлялся снова.
В то же время, Генри (Джаред Гилмор) был унылым из—за смерти Арчи, даже звоня в кабинет врача, чтобы услышать его голос на автоответчике. Эмма (Дженнифер Моррисон) приводит собаку Арчи, Понго в квартиру Мэри  Маргарет. Снежка обеспокоена, что в квартире будет тесно и она предполагает, что она и Дэвид (Джошуа Даллас) должны найти новый дом самостоятельно. Но в то время Снежка хочет создать новую совместную жизнь в Сторибруке, Дэвид чувствует, что они нужны, чтобы освободить Зачарованный лес от огров и Коры, они понимают, что они теперь хотят разных вещей. Генри разрабатывает планы переделать чердак, если его бабушка и дедушка переедут, он хочет сделать арсенал, чтобы защитить их от Реджины. Эмма обещает держать его от неё подальше. Арчи приходит и объясняет, что он был похищен Корой. Эмма понимает, что они были неправы насчёт Реджины и она беспокоится, что будут последствия.
Около городской линии Мистер Голд выливает зелье на платок и переходит за пределы Сторибрука. Белль обещает ждать его, но потом появляется Крюк и стреляет в неё, заставляя её перейти за городскую черту Сторибрука и Белль теряет память, хотя рана не фатальная. Мистер Голд говорит, что потерю личности Белль нельзя изменить и он готовится убить Крюка с помощью магии, которую он приветствует. Затем Крюка сбивает машина с номером Пенсильвании, которая приходит извне Сторибрука и врезается в камень.

### Открывающая сцена
В открывающей сцене появляется Яогуай.

## Съёмки
Эпизод был написан в соавторстве Эндрю Чэмблиссом и Йеном Голдбергом.